# Serena Iansiti
Serena Iansiti (Napoli, 11 maggio 1985) è un'attrice italiana.

## Carriera
Di lontane origini olandesi, Serena Iansiti nasce a Napoli da madre insegnante di lettere e padre magistrato. Pochi mesi dopo la nascita, la sua famiglia si trasferisce a Latina dove, a 15 anni, Serena frequenta un corso serale di teatro. A 19 anni viene ammessa alla sede romana del Centro sperimentale di cinematografia.
Il suo primo spettacolo teatrale, risalente al 2001, è una rappresentazione intitolata La misteriosa scomparsa di W scritta da Stefano Benni. Serena diviene nota al grande pubblico nel 2007, quando le si offre nella soap opera CentoVetrine il ruolo di Lavinia Grimani. Nel 2010 gira il cortometraggio Lucrezia Borgia. National Opera of London, diretto da Mike Figgis, nel 2011 gira i film Lords of London di produzione britannica, Fondi '91 di produzione canadese e Un Natale per due, primo film tv prodotto da Sky Italia.
Ottiene quindi il suo secondo ruolo importante nella quarta stagione della serie televisiva Squadra antimafia - Palermo oggi dove interpreta il ruolo di Ilaria Abate. Nel 2013 ottiene il suo primo ruolo da protagonista nella serie I segreti di Borgo Larici, impersonando Anita Sclavi. Prende inoltre parte nel corso degli anni a svariati cortometraggi, a una serie web e alla pubblicità del Kimbo Caffè. Nel 2015 entra a far parte del cast della terza stagione de Le tre rose di Eva dove interpreta il personaggio di Clarissa e nel cast della seconda stagione de Il giovane Montalbano, dove interpreta il personaggio di Stella Parenti.
Interpreta Il ruolo di Angela Rosaria Martone, affascinante e preparatissima commissario della scientifica, nella serie televisiva I bastardi di Pizzofalcone tratta da una serie di romanzi di Maurizio de Giovanni. Interpreta anche la bella e affascinante Livia Lucani, nella serie televisiva Il commissario Ricciardi, anche questa tratta da una serie di romanzi di de Giovanni.

## Vita privata
Serena Iansiti ha una relazione con il direttore della fotografia Ferran Paredes Rubio. Il 19 giugno 2021 è nata la loro prima figlia, Viola.

## Filmografia

### Cinema
- Fondi '91, regia di Dev Khannai (2013)
- Lords of London, regia di Antonio Simoncini (2014)
- La solita commedia - Inferno, regia di Francesco Mandelli, Fabrizio Biggio e Martino Ferro (2015)
- Non c'è campo, regia di Federico Moccia (2017)
- L'agenzia dei bugiardi, regia di Volfango De Biasi (2019)

### Televisione
- CentoVetrine – soap opera (2007-2011)
- Un Natale per due, regia di Giambattista Avellino – film TV (2011)
- Squadra antimafia - Palermo oggi – serie TV (2012)
- I segreti di Borgo Larici  – miniserie TV (2014)
- Le tre rose di Eva – serie TV, terza stagione (2015)
- Il giovane Montalbano – serie TV, seconda stagione (2015)
- I bastardi di Pizzofalcone – serie TV (2017-2023)
- Il commissario Montalbano – serie TV, episodio Amore (2018)
- Che Dio ci aiuti – serie TV, episodi 5x19 e 5x20 (2019)
- Don Matteo – serie TV (2020)
- Il commissario Ricciardi – serie TV (2021-in corso)
- Un passo dal cielo – serie TV (2021-in corso)
- Màkari – serie TV (2024)
- Leopardi - Il poeta dell'infinito, regia di Sergio Rubini – miniserie TV, puntata 1 (2025)
- Buongiorno, mamma! - serie TV (2025)

### Cortometraggi
- Il lavoro, regia di Lorenzo De Nicola (2007)
- Macchie di sole, regia di Stella Di Tocco (2008)
- Lucrezia Borgia, regia di Mike Figgis (2011)
- Notizie da Godot, regia di Nicolò Mazza de Piccioli (2012)
- Iaco, regia di Alessandro Zizzo (2016)
- 7 miracoli, regia di Rodrigo Cerqueira e Marco Spagnoli (2019)

## Teatro
- 7 anni, regia di Francesco Frangipane (2019)